# Vallée de Neander
Pour les articles homonymes, voir Neander et Homme de Néandertal.
La vallée de Neander (Neandertal en allemand) est une partie de la vallée de la Düssel, qui s’étend sur les territoires des deux villes Erkrath et Mettmann, à une dizaine de kilomètres de Düsseldorf en Allemagne.
La vallée fut ainsi nommée en hommage au pasteur Joachim Neander (1650-1680), qui l’aimait et où il se rendait fréquemment pour chercher son inspiration.
La grotte das Gestein qui s’appela plus tard Neanderhöhle était réputée dans la région pour sa beauté et est devenue un endroit de sortie et de randonnée très fréquenté depuis l’ouverture de la ligne de train Düsseldorf-Elberfeld en 1871.
Des ossements mis au jour dans cette grotte sont remis en 1856 à Johann Carl Fuhlrott, naturaliste de Elberfeld, qui les attribue à un prédécesseur de l’homme moderne, l'Homme de Néandertal. Le nom scientifique de cet hominine (ne pas confondre avec hominini, homininé ni hominidé, groupes plus larges), Homo neanderthalensis, fait référence au nom de la vallée de Neander.

## Toponymie
Le nom de la vallée s'écrit de deux façons différentes : « Neandertal » est la graphie des dictionnaires mais la gare et le musée, avec son domaine consacré à la paléontologie, conservent la graphie ancienne « Neanderthal » datant d'avant la réforme orthographique de 1901. On retrouve cette graphie dans le nom scientifique de l'espèce qui y a été découverte, Homo neanderthalensis mais pas dans son vernaculaire en français Homme de Néandertal.

## Transports
Au-dessus du musée de Neandertal se trouve l'ancien et remarquable bâtiment de la gare qui accueille les trains régionaux S28 sur une ligne qui dessert Kaarst, Neuss, Düsseldorf, Erkrath et Mettmann.

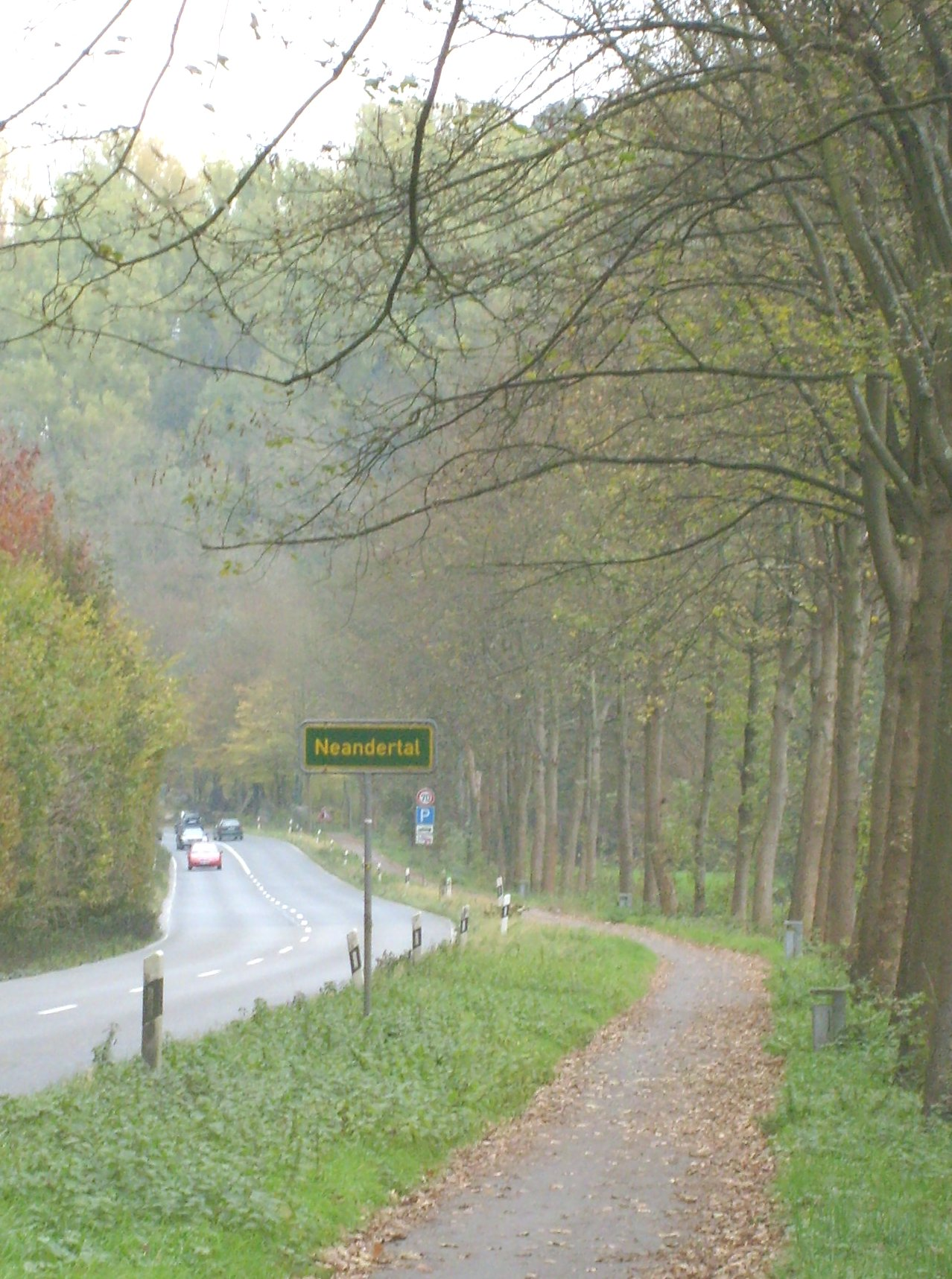
Chemin vers la vallée de Neander.

## Conflits entre urbanisation, loisirs et protection de la nature
Les progrès de l'urbanisation menaçaient de détruire complètement les beautés naturelles de la vallée de la Düssel ; aussi de vastes zones ont-elles été mises sous protection dans la première moitié du XXe siècle. À la fin du XXe siècle, la situation juridique de la réserve naturelle a été renforcée par le classement de la vallée dans le projet Natura 2000. Les directives actuelles constituent un ensemble sévère qui interdit tout usage susceptible de causer un préjudice à l'environnement. L'utilisation comme zone de loisirs n'est autorisée que conformément au paragraphe 23 de la loi fédérale sur la protection de la nature. Il est interdit, par exemple, de quitter les chemins et la tenue des chiens en laisse est absolument obligatoire.

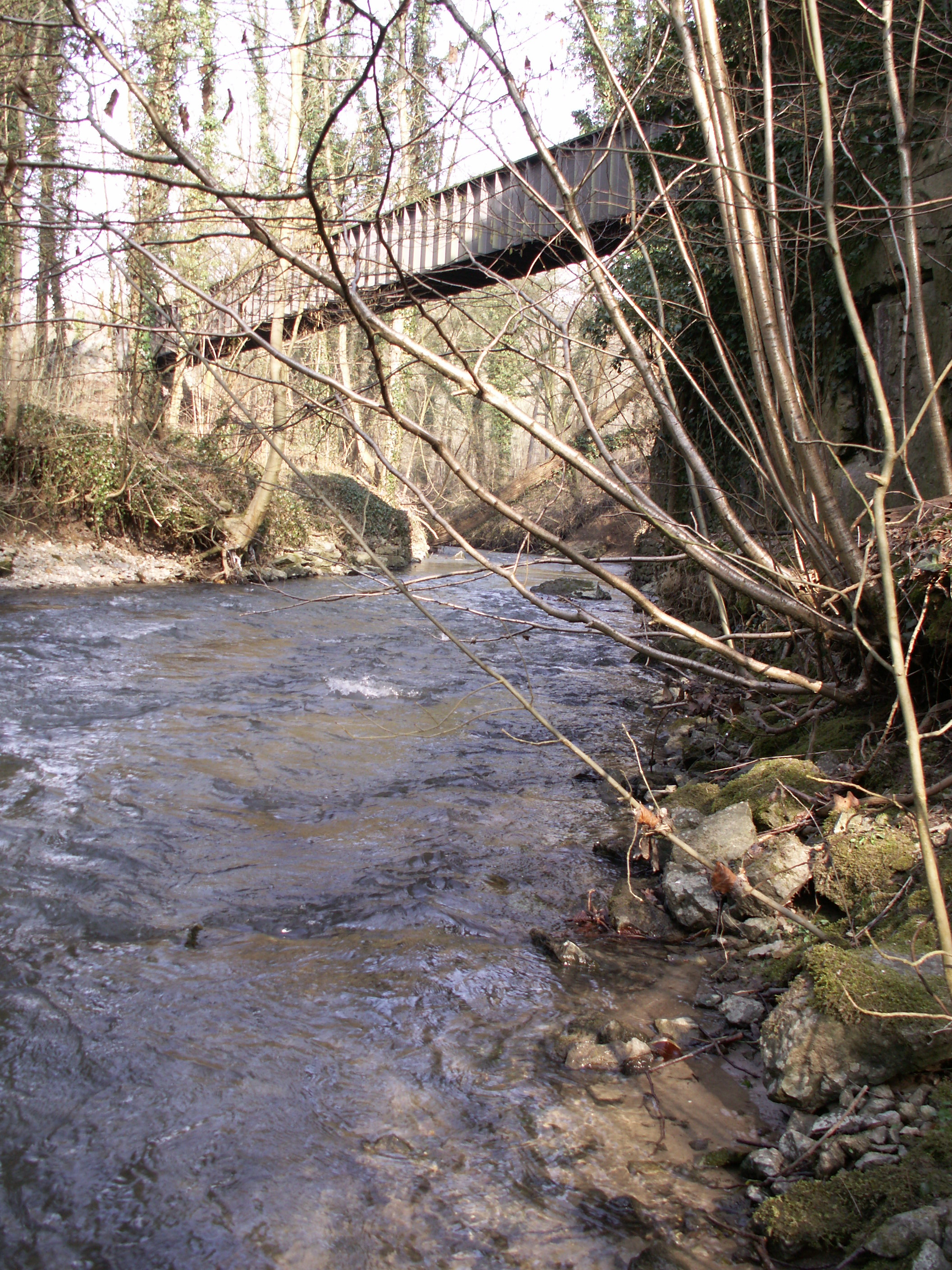
La rivière Düssel à l'endroit où a été découvert l'homme de Néandertal.

Malgré tout, depuis plusieurs décennies, il y a incompatibilité entre ces deux objectifs. Neandertal a beau être considéré depuis son classement comme « zone de protection de la nature prioritaire », l'infrastructure de loisirs n'en a pas moins été aménagée parallèlement. À la fin des années 1990, on avait prévu de déplacer le « vieux musée » hors de la réserve naturelle, mais en fait le nouveau musée a été construit à proximité immédiate de la réserve naturelle, tandis que le vieux musée n'a pas été détruit comme il avait été prévu ; après avoir servi d'entrepôt, il est utilisé pour des expositions ou des ateliers temporaires.

### Protection des espèces dans la vallée de Neander
Bien que les mesures indispensables de protection des espèces soient difficiles à mettre en œuvre car elles restreindraient les activités de loisir, dans les endroits un peu écartés on trouve encore certains vestiges d'une flore et d'une faune dignes d'être protégées. C'est ainsi qu'on observe encore de temps en temps le martin-pêcheur (Alcedo atthis), le cincle plongeur (Cinclus cinclus), la couleuvre à collier (Natrix natrix) et le lézard des souches (Lacerta agilis). Les organisations de protection de la nature s'occupent avant tout de sauvegarder des lieux de vie et de préserver ces espèces. Malheureusement le classement de Neandertal comme réserve naturelle n'a pas empêché la disparition dans les années 1990 de la dernière population de crapauds accoucheurs (Alytes obstetricans).

### Espace culturel et de loisirs

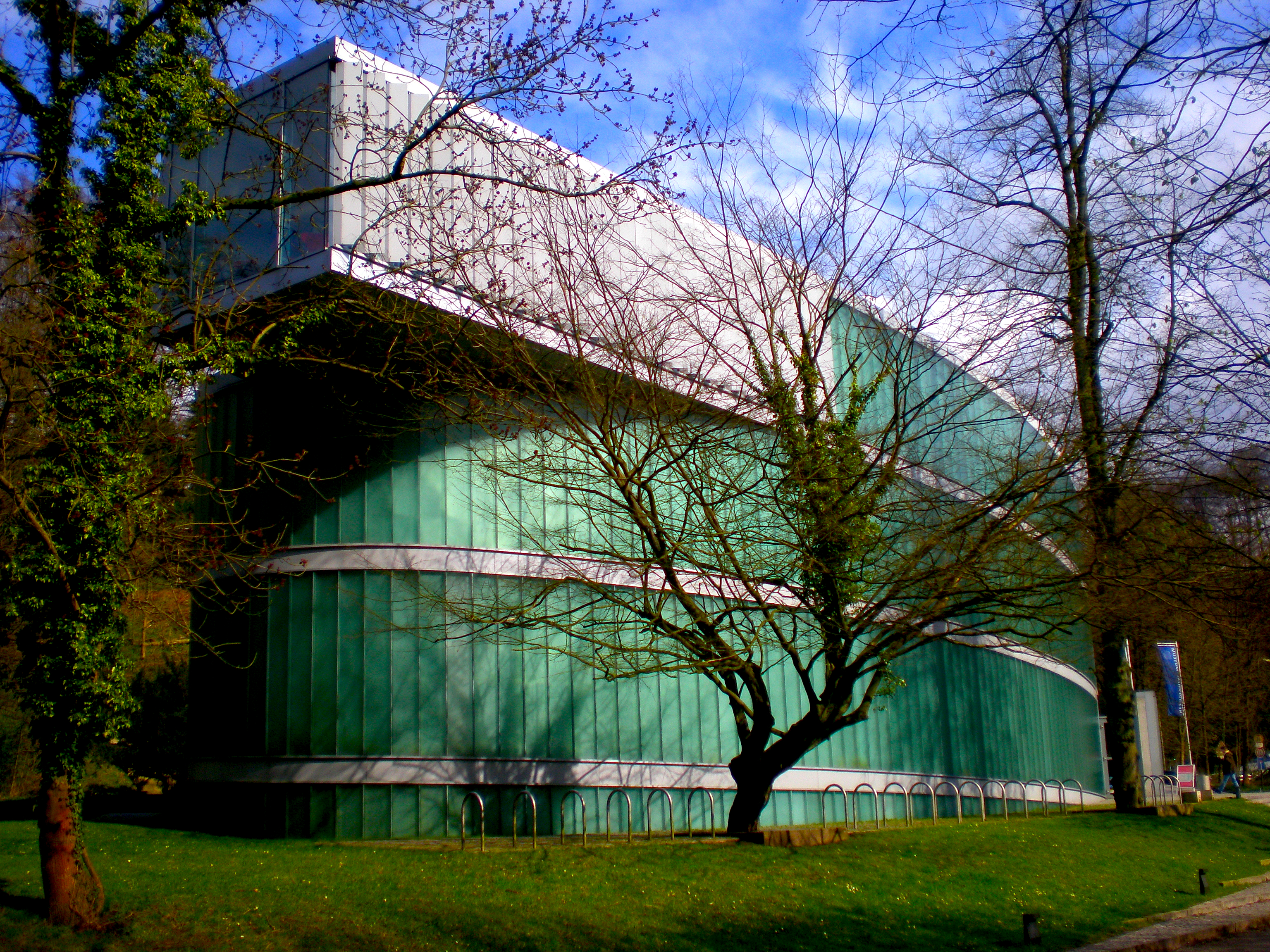
Musée de Neanderthal, à Mettmann.

Le musée de l'Homme de Néanderthal se trouve à Neandertal même et s'occupe en priorité de représenter dans l'histoire le développement de l'homme de Néandertal et de l'humanité. Il a été construit en 1996 à un nouvel emplacement directement sur la route qui relie Erkrath et Mettmann. Le vieux musée a été transformé en atelier préhistorique.
Le chemin artistique des traces humaines est un chemin présentant des sculptures dues à 11 artistes à Neandertal. Il permet de comprendre l'expansion de l'homme.
Le territoire de chasse glaciaire de Neandertal est un parc à gibier d'environ 23 hectares. On peut y voir, entre autres, des aurochs reconstitués, des tarpans, des bisons ainsi que des animaux vivant librement.